# Thuận Minh, Hàm Thuận Bắc
Thuận Minh là xã thuộc huyện Hàm Thuận Bắc, tỉnh Bình Thuận.

## Địa lý
Xã Thuận Minh có vị trí địa lý:
- Phía bắc giáp các xã Đông Giang và Hàm Phú
- Phía đông giáp xã Ma Lâm
- Phía nam giáp các xã Hàm Chính, Hàm Liêm
- Phía tây giáp huyện Hàm Thuận Nam.

Thuận Minh là một xã miền núi, có nhiều tài nguyên khoáng sản.

## Hành chính
Xã Thuận Minh được chia thành 4 thôn.